# John Key
Pour les articles homonymes, voir Key.
John Phillip Key, né le 9 août 1961 à Auckland, est un homme d'affaires et homme d'État néo-zélandais membre du Parti national.
Key est élu représentant en 2002. En 2006, il prend la direction du Parti national néo-zélandais et devient chef de l'opposition officielle. À la suite de sa nette victoire aux élections législatives de 2008, il est nommé 37e Premier ministre. Reconduit en 2011 puis en 2014, il annonce sa démission en décembre 2016 pour motif familial.

## Biographie

### Enfance et jeunesse
Issu d'un milieu modeste, orphelin de père à six ans, John Key est élevé avec ses deux sœurs par sa mère, une immigrante autrichienne d'origine juive, dans une State house à Christchurch dans l'île du Sud.
Il est titulaire d'un Bachelor of Commerce (Bcom) en comptabilité obtenu à l'université de Canterbury à Christchurch en 1981. Il a également suivi des cours de gestion à l'université Harvard aux États-Unis mais n'y a obtenu aucun diplôme.
Il s'engage ensuite dans le monde des affaires jusqu'en 2001. À partir de 1995, il est ainsi directeur des marchés pour la banque d’investissement américaine Merrill Lynch. Il y acquiert une fortune estimée en 2008 à 50 millions de dollars néo-zélandais. Il est surnommé « l'assassin souriant » par les autres cadres de la banque pour avoir renvoyé des dizaines de salariés tout en conservant son caractère enjoué.

### Débuts et ascension en politique
Dans la perspective des élections législatives du 27 juillet 2002, la circonscription d'Helensville est créée dans le nord de la zone urbaine d'Auckland. Désigné candidat du Parti national, Key s'y fait élire avec 34,2 % des voix et devient ainsi membre de la Chambre des représentants. En 2004 le chef du parti et de l'Opposition officielle Don Brash le choisit comme porte-parole pour les finances.

### Chef de l'opposition
Au cours des élections du 17 septembre 2005, il est réélu député d'Helensville après avoir rassemblé 64,1 % des suffrages exprimés. Le 23 novembre 2006, Brash annonce sa démission de la direction du Parti national et du groupe parlementaire, effective quatre jours plus tard. À la date prévue, Brash se retire et Key est choisi pour prendre sa suite. Il devient ainsi chef de l'Opposition officielle au gouvernement de centre gauche de la travailliste Helen Clark.

### Premier ministre
Il mène alors le Parti national à la victoire lors des élections législatives du 8 novembre 2008. Alors qu'il remporte 74 % des voix dans sa circonscription, tandis que son parti totalise 58 députés sur 122. Il forme alors une coalition gouvernementale de centre droit avec les partis libéral ACT New Zealand, centriste United Future et le Parti māori, et dispose donc d'une majorité de 70 sièges. Le 19 novembre, John Key est nommé à 47 ans Premier ministre de Nouvelle-Zélande. Il met ainsi un terme à la plus longue période d'opposition du Parti national depuis 1940.
Il est reconduit à la tête du gouvernement après la victoire de son parti et de ses alliés aux élections législatives de novembre 2011. Aux élections de septembre 2014, son parti remporte seul une majorité absolue des sièges, et Key conserve la tête du gouvernement.
Le 17 avril 2013, le Parlement adopte une proposition de loi autorisant le mariage homosexuel. La proposition avait été déposée par la députée travailliste Louisa Wall, et John Key y avait publiquement apporté son soutien. La Nouvelle-Zélande devient ainsi le treizième pays au monde (et le premier en Asie-Pacifique) à légaliser le mariage pour les couples de même sexe,.
Il fait adopter en 2013 une loi visant à accroitre la concurrence entre les différentes compagnies de bus. Depuis lors, les mouvements sociaux menés par les chauffeurs se sont multipliés. Un rapport reconnait que ce changement a été responsable de « la perte importante de parts de marché de l'opérateur historique NZ Bus, [ce qui] a considérablement modifié le paysage des salaires et des conditions de travail des conducteurs ».
Favorable à l'adoption d'un nouveau drapeau national, il lance en 2014 un processus participatif qui mène à un référendum en deux temps à partir de décembre 2015 au terme duquel le drapeau actuel est conservé.
Le 5 décembre 2016, il annonce sa démission à la surprise générale.

### Retrait de la vie politique
Il entre en mai 2017 au conseil d'administration d'Air New Zealand, dont il démissionne en mars 2020, pendant la pandémie de Covid-19. Il est également président de l'ANZ Bank New Zealand depuis octobre 2017.

### Positions
En 2002, il déclare qu'il est favorable à un « degré de privatisation » des secteurs de la santé, de l'éducation et des retraites. En tant que député, il vote contre un projet de loi visant à créer des unions civiles pour personnes de même sexe, mais également contre un projet de loi qui vise à définir le mariage comme l'union d'un homme et d'une femme. Il vote pour un projet de loi qui cherche (en vain) à interdire la vente d'alcool aux personnes de moins de vingt ans. John Key affirme que la Nouvelle-Zélande doit combattre le réchauffement climatique en réduisant ses émissions de gaz à effet de serre. En 2003, il se prononce pour la participation de la Nouvelle-Zélande à la guerre en Irak aux côtés des États-Unis (Helen Clark, premier ministre, s'y oppose, et le pays ne participe donc pas à la guerre).
John Key considère qu'une république néo-zélandaise est « inévitable », notamment si l'Australie devient elle-même une république, mais déclare en 2008 que « nous devrions organiser un référendum si nous voulions aller dans ce sens ». Devenu Premier ministre, il se déclare monarchiste et écarte l'hypothèse d'une république néo-zélandaise sous son mandat. En mars 2009, son gouvernement rétablit les titres de chevalier et de dame dans le système de distinctions honorifiques néo-zélandais, dont l'abolition par Helen Clark en 2000 avait été considérée comme une avancée vers le républicanisme.
Au moment de la révolution égyptienne de 2011, John Key se positionne comme favorable au gouvernement Moubarak. Cette prise de position crée une polémique en Nouvelle-Zélande.

## Résultats électoraux

### Chambre des représentants
| Élection             | Circonscription | Parti | Parti    | Voix   | %    | Résultats |
| -------------------- | --------------- | ----- | -------- | ------ | ---- | --------- |
| Législatives de 2002 | Helensville     |       | National | 9 775  | 34,2 | Élu       |
| Législatives de 2005 | Helensville     |       | National | 22 008 | 64,1 | Élu       |
| Législatives de 2008 | Helensville     |       | National | 26 771 | 73,6 | Élu       |
| Législatives de 2011 | Helensville     |       | National | 26 011 | 74,4 | Élu       |
| Législatives de 2014 | Helensville     |       | National | 22 720 | 65,2 | Élu       |